# Limone Piemonte
Limone Piemonte là một đô thị tại tỉnh Cuneo trong vùng Piedmont của Italia, vị trí cách khoảng 100 km về phía nam của Torino và khoảng 20 km về phía nam của Cuneo, on the border with France. Tại thời điểm ngày 31 tháng 12 năm 2004, đô thị này có dân số 1.572 người và diện tích là 71,3 km².
Limone Piemonte giáp các đô thị: Boves, Briga Alta, Chiusa di Pesio, Entracque, La Brigue (France), Peveragno, Tende (France), Vernante, Robilante, Roccavione, Borgo San Dalmazzo.